# Billy Burns (athlétisme)
Pour les articles homonymes, voir Burns et Billy Burns.
William « Billy » Burns, né le 13 décembre 1969 à Preston, est un coureur de fond britannico-suisse représentant l'Angleterre lors de championnats. Il est spécialisé en course en montagne. Il a décroché la médaille de bronze lors du Trophée mondial de course en montagne 2001 ainsi que lors du Challenge mondial de course en montagne longue distance 2004. Il a également remporté Sierre-Zinal en 2000.

## Biographie
Billy commence la course à pied à l'âge de dix ans et pratique également d'autres sports, dont le football, le BMX et le breakdance. En 1990, il s'investit plus sérieusement dans la course à pied et rejoint le club des Red Rose Road Runners, puis celui des Preston Harriers en 1992. Spécialisé en course sur route et en cross-country, il découvre le fell running lors d'entraînements de son club. Il y démontre rapidement de bons résultats. En 1996, il remporte la course de sélection anglaise pour le Trophée européen de course en montagne à Llanberis où il termine seizième. Il participe ensuite au Trophée mondial de course en montagne à Telfes et termine seulement 39e à plus de six minutes du champion Antonio Molinari. C'est un véritable électrochoc pour lui. Réalisant que s'il veut être au niveau des meilleurs coureurs en montagne, il doit s'entraîner comme eux, dans les Alpes. Avec son colocataire Matt Moorhouse, il part en Suisse durant l'été 1997 avec son vélo, sa tente et seulement 500 £ en poche pour participer aux courses de montagne alpine. Ce voyage est une véritable révélation pour lui. Il décroche ses premiers succès, dont notamment la course du Cervin. Tombé sous le charme, il s'installe à Arbaz avec sa femme rencontrée sur place. Lors de ses participations aux courses de montagne en Suisse, il se déplace en vélo en transportant une tente pour se loger.
Il termine neuvième du Trophée mondial de course en montagne 1997 et décroche la médaille de bronze par équipe avec Richard Findlow, Craig Roberts et Ian Holmes.
En janvier 1998, il part au Kenya pour s'entraîner où il loue un appartement meublé seulement d'un simple matelas. Il court son premier marathon de Londres en 2 h 16 min 21 s et est sélectionné pour les Jeux du Commonwealth à Kuala Lumpur. Il y décroche la 21e place du marathon en 2 h 31 min 16 s.
En 2000, il termine vingtième du marathon de Londres en décrochant son record personnel en 2 h 15 min 42 s et remporte Sierre-Zinal.
Il connaît une excellente saison 2002. Il remporte le semi-marathon d'Aletsch, termine deuxième à Thyon-Dixence et Sierre-Zinal sur un parcours raccourci par la neige. Il remporte ensuite la course de montagne du Kitzbüheler Horn et décroche la troisième place au marathon de la Jungfrau. L'année suivante est presque un copier-coller de ses résultats avec en plus une victoire au marathon de Zermatt et surtout une deuxième place à Sierre-Zinal derrière Jonathan Wyatt qui bat le record du parcours ce jour-là. Très en forme cette saison, il n'est pourtant pas sélectionné pour le Trophée mondial à Girwood.
Lors du Trophée mondial de course en montagne 2001, il remporte la médaille de bronze en individuel ainsi que la médaille de bronze par équipe avec John Brown, John Taylor et Martin Cox.
Il finit troisième de Sierre-Zinal en 2004 qui compte alors comme Challenge mondial de course en montagne longue distance.
Il prend part aux championnats du Commonwealth de course en montagne 2011 et décroche la médaille de bronze sur le parcours typiquement anglo-saxon en montée et descente.
Il obtient la nationalité suisse en 2010 mais continue toutefois de représenter son pays d'origine, notamment lors des championnats du Commonwealth de course en montagne 2011.
En 2014, il termine 2e des KM de Chando, derrière Kílian Jornet de 18 ans son cadet.
Il s'essaie au trail en 2018 et remporte le grand tour de 63 km des Défis du Jubilé à Saint-Maurice ex-aequo avec Xavier Moulin.
En 2019, il devient garde du bisse de Sion[réf. nécessaire].

## Palmarès

### Route
| Année | Compétition          | Lieu         | Place | Épreuve          | Performance     |
| ----- | -------------------- | ------------ | ----- | ---------------- | --------------- |
| 1998  | Jeux du Commonwealth | Kuala Lumpur | 21e   | Marathon         | 2 h 31 min 16 s |
| 2000  | Marathon de Londres  | Londres      | 20e   | Marathon         | 2 h 14 min 42 s |
| 2002  | Marathon de Londres  | Londres      | 14e   | Marathon         | 2 h 17 min 36 s |
| 2002  | Morat-Fribourg       | Fribourg     | 5e    | Course populaire | 55 min 15 s     |

### Course en montagne
| no  | masculin           | Course                                                  | Longueur | Départ            | Temps           |
| --- | ------------------ | ------------------------------------------------------- | -------- | ----------------- | --------------- |
| 1re | Médaille d'or      | Course du Glacier                                       | 10,5 km  | 6 juillet 1997    | 45 min 21 s     |
| 9e  | 9e                 | Trophée mondial de course en montagne                   | 11,4 km  | 7 septembre 1997  | 55 min 38 s     |
| 2e  | Médaille d'argent  | Thyon-Dixence                                           | 16,3 km  | 1er août 1999     | 1 h 10 min 23 s |
| 4e  | 4e                 | Trophée mondial de course en montagne                   | 12,5 km  | 19 septembre 1999 | 56 min 23 s     |
| 1re | Médaille d'or      | Course du Glacier                                       | 17,5 km  | 2 juillet 2000    | 1 h 15 min 53 s |
| 1re | Médaille d'or      | Thyon-Dixence                                           | 16,3 km  | 6 août 2000       | 1 h 12 min 6 s  |
| 1re | Médaille d'or      | Sierre-Zinal                                            | 31 km    | 13 août 2000      | 2 h 35 min 45 s |
| 1re | Médaille d'or      | Course du Cervin                                        | 14,3 km  | 27 août 2000      | 1 h 4 min 36 s  |
| 7e  | 7e                 | Trophée mondial de course en montagne                   | 11,6 km  | 10 septembre 2000 | 50 min 50 s     |
| 1re | Médaille d'or      | Semi-marathon d'Aletsch                                 | 21,1 km  | 1er juillet 2001  | 1 h 33 min 15 s |
| 2e  | Médaille d'argent  | Thyon-Dixence                                           | 16,3 km  | 5 août 2001       | 1 h 10 min 37 s |
| 2e  | Médaille d'argent  | Sierre-Zinal                                            | 31 km    | 12 août 2001      | 2 h 34 min 47 s |
| 2e  | Médaille d'argent  | Course de montagne du Kitzbüheler Horn                  | 12,9 km  | 12 août 2001      | 58 min 10 s     |
| 3e  | Médaille de bronze | Trophée mondial de course en montagne                   | 12,9 km  | 16 septembre 2001 | 1 h 1 min 21 s  |
| 1re | Médaille d'or      | Semi-marathon d'Aletsch                                 | 21,1 km  | 30 juin 2002      | 1 h 37 min 53 s |
| 2e  | Médaille d'argent  | Thyon-Dixence                                           | 16,3 km  | 4 août 2002       | 1 h 9 min 44 s  |
| 2e  | Médaille d'argent  | Sierre-Zinal                                            | 15 km    | 11 août 2002      | 1 h 9 min 5 s   |
| 2e  | Médaille d'argent  | Course du Cervin                                        | 14,3 km  | 18 août 2002      | 1 h 4 min 55 s  |
| 1re | Médaille d'or      | Course de montagne du Kitzbüheler Horn                  | 12,9 km  | 25 août 2002      | 59 min 34 s     |
| 3e  | Médaille de bronze | Marathon de la Jungfrau                                 | 42,2 km  | 8 septembre 2002  | 2 h 58 min 54 s |
| 1re | Médaille d'or      | Semi-marathon d'Aletsch                                 | 21,1 km  | 29 juin 2003      | 1 h 34 min 32 s |
| 1re | Médaille d'or      | Marathon de Zermatt                                     | 42,2 km  | 5 juillet 2003    | 3 h 17 min 8 s  |
| 2e  | Médaille d'argent  | Sierre-Zinal                                            | 31 km    | 10 août 2003      | 2 h 38 min 24 s |
| 1re | Médaille d'or      | Course de montagne du Kitzbüheler Horn                  | 12,9 km  | 24 août 2003      | 59 min 52 s     |
| 3e  | Médaille de bronze | Marathon de la Jungfrau                                 | 42,2 km  | 6 septembre 2003  | 3 h 4 min 1 s   |
| 3e  | Médaille de bronze | Challenge mondial de course en montagne longue distance | 31 km    | 8 août 2004       | 2 h 39 min 3 s  |
| 1re | Médaille d'or      | Course du Cervin                                        | 14,3 km  | 22 août 2004      | 1 h 5 min 31 s  |
| 5e  | 5e                 | Trophée mondial de course en montagne                   | 10,1 km  | 5 septembre 2004  | 51 min 19 s     |
| 3e  | Médaille de bronze | Montée du Grand Ballon                                  | 13,2 km  | 5 mai 2005        | 1 h 4 min 27 s  |
| 3e  | Médaille de bronze | SkyRace Valmalenco-Valposchiavo                         | 30 km    | 12 juin 2005      | 2 h 45 min 39 s |
| 1re | Médaille d'or      | Course Montreux-Les-Rochers-de-Naye                     | 18,8 km  | 26 juin 2005      | 1 h 30 min 21 s |
| 1re | Médaille d'or      | Marathon de Zermatt                                     | 42,2 km  | 2 juillet 2005    | 3 h 4 min 19 s  |
| 3e  | Médaille de bronze | Marathon de la Jungfrau                                 | 42,2 km  | 10 septembre 2005 | 3 h 7 min 54 s  |
| 3e  | Médaille de bronze | Course Montreux-Les-Rochers-de-Naye                     | 18,8 km  | 25 juin 2006      | 1 h 32 min 31 s |
| 1re | Médaille d'or      | Marathon de Zermatt                                     | 42,2 km  | 8 juillet 2006    | 3 h 11 min 14 s |
| 2e  | Médaille d'argent  | Thyon-Dixence                                           | 16,3 km  | 6 août 2006       | 1 h 12 min 36 s |
| 3e  | Médaille de bronze | Sierre-Zinal                                            | 31 km    | 13 août 2006      | 2 h 40 min 0 s  |
| 2e  | Médaille d'argent  | Course du Cervin                                        | 12,5 km  | 20 août 2006      | 57 min 24 s     |
| 8e  | 8e                 | Challenge mondial de course en montagne longue distance | 37,4 km  | 26 avril 2008     | 3 h 2 min 44 s  |
| 2e  | Médaille d'argent  | Course Montreux-Les-Rochers-de-Naye                     | 18,8 km  | 12 juillet 2009   | 1 h 29 min 8 s  |
| 3e  | Médaille de bronze | Championnats du Commonwealth de course en montagne      | 10 km    | 20 septembre 2009 | 49 min 0 s      |
| 3e  | Médaille de bronze | Course du Cervin                                        | 12,5 km  | 22 août 2010      | 59 min 32 s     |
| 1re | Médaille d'or      | Le Bélier                                               | 27 km    | 29 août 2010      | 1 h 49 min 15 s |
| 3e  | Médaille de bronze | Course Montreux-Les-Rochers-de-Naye                     | 18,8 km  | 10 juillet 2011   | 1 h 34 min 56 s |
| 3e  | Médaille de bronze | Thyon-Dixence                                           | 16,3 km  | 7 août 2011       | 1 h 16 min 19 s |
| 1re | Médaille d'or      | Le Bélier                                               | 27 km    | 28 août 2011      | 1 h 54 min 41 s |
| 9e  | 9e                 | Championnats du Commonwealth de course en montagne      | 12 km    | 24 septembre 2011 | 52 min 44 s     |
| 3e  | Médaille de bronze | Course Montreux-Les-Rochers-de-Naye                     | 18,8 km  | 8 juillet 2012    | 1 h 31 min 49 s |
| 2e  | Médaille d'argent  | Les KM de Chando                                        | 7,7 km   | 27 septembre 2014 | 1 h 13 min 8 s  |
| 1re | Médaille d'or      | Semi-marathon Inferno                                   | 21,1 km  | 22 août 2015      | 2 h 3 min 48 s  |

## Records
| Épreuve       | Performance     | Date            | Lieu              |
| ------------- | --------------- | --------------- | ----------------- |
| 10 kilomètres | 30 min 17 s     | 26 mai 2003     | Manchester        |
| 15 kilomètres | 46 min 8 s      | 13 octobre 2002 | Le Bourget-du-Lac |
| Semi-marathon | 1 h 5 min 19 s  | 17 mai 2003     | Göteborg          |
| Marathon      | 2 h 15 min 42 s | 16 avril 2000   | Londres           |